# Clethra crispa
Espèce
Statut de conservation UICN

 NT  : Quasi menacé
Clethra crispa est une espèce de plantes à fleurs de la famille des Clethraceae.

## Publication originale
- Flora of Ecuador 45: 19. 1992.